# Macedonia ai Giochi della XXIX Olimpiade
La Macedonia ha partecipato ai Giochi della XXIX Olimpiade di Pechino, svoltisi dall'8 al 24 agosto 2008, con una delegazione di 7 atleti.

## Atletica leggera
| Gara            | Atleta        | Batterie | Batterie | Quarti | Quarti | Semifinali | Semifinali | Finale | Finale |
| Gara            | Atleta        | Tempo    | Pos.     | Tempo  | Pos.   | Tempo      | Pos.       | Tempo  | Pos.   |
| --------------- | ------------- | -------- | -------- | ------ | ------ | ---------- | ---------- | ------ | ------ |
| 100 m femminili | Ivana Rozhman | 12"92    | 7        |        |        |            |            |        |        |

| Gara                  | Atleta        | Qualificazioni | Qualificazioni | Finale | Finale |
| Gara                  | Atleta        | Misura         | Pos.           | Misura | Pos.   |
| --------------------- | ------------- | -------------- | -------------- | ------ | ------ |
| Salto triplo maschile | Redzep Selman | 15,29 m        | 37             |        |        |

## Canoa/kayak
| Gara      | Atleta            | Preliminari | Preliminari | Preliminari | Preliminari | Semifinali | Semifinali | Finale | Finale | Finale | Finale |
| Gara      | Atleta            | Manche 1    | Manche 2    | Totale      | Pos.        | Tempo      | Pos.       | Tempo  | Pos.   | Totale | Pos.   |
| --------- | ----------------- | ----------- | ----------- | ----------- | ----------- | ---------- | ---------- | ------ | ------ | ------ | ------ |
| Slalom K1 | Atanas Nikolovski | 92"63       | 88"56       | 181"19      | 10          |            |            |        |        |        |        |

## Lotta
| Gara  | Atleta          | Tabellone principale                   | Tabellone principale                  | Tabellone principale             | Tabellone principale | Tabellone principale | Ripescaggi | Ripescaggi                                | Ripescaggi |
| Gara  | Atleta          | Sedicesimi                             | Ottavi                                | Quarti                           | Semifinali           | Finale               | Quarti     | Semifinali                                | Finale     |
| ----- | --------------- | -------------------------------------- | ------------------------------------- | -------------------------------- | -------------------- | -------------------- | ---------- | ----------------------------------------- | ---------- |
| 60 kg | Muzad Ramazanov | Tevfik Odabasi (Turchia) 0-7, 2-0, 2-0 | Kim Jong-Dae (Corea del Sud) 4-0, 3-1 | Mavlet Batirov (Russia) 0-1, 0-2 |                      |                      |            | Zelimkhan Huseynov (Azerbaigian) 0-1, 1-3 |            |

## Nuoto
| Gara                         | Atleta            | Batterie | Batterie | Semifinali | Semifinali | Finale | Finale |
| Gara                         | Atleta            | Tempo    | Pos.     | Tempo      | Pos.       | Tempo  | Pos.   |
| ---------------------------- | ----------------- | -------- | -------- | ---------- | ---------- | ------ | ------ |
| 200 m stile libero maschili  | Mihajlo Ristovski | 1'57"45  | 55       |            |            |        |        |
| 100 m stile libero femminili | Elena Popovska    | 59"93    | 47       |            |            |        |        |

## Tiro
| Gara                         | Atleta        | Qualificazioni | Qualificazioni | Finale    | Finale       | Finale |
| Gara                         | Atleta        | Punteggio      | Pos.           | Punteggio | Punt. totale | Pos.   |
| ---------------------------- | ------------- | -------------- | -------------- | --------- | ------------ | ------ |
| Carabina 10 m aria compressa | Saso Nestorov | 558            | 51             |           |              |        |